# Bloody Tales of Disgraced Lands
Bloody Tales of Disgraced Lands (englisch für: „Blutige Geschichten von geschändeten Ländern“) ist das Debütalbum der niederbayrischen Pagan-Metal-Band Wolfchant. Es erschien am 25. November 2005 über das Label CCP Records.
Es ist ein Konzeptalbum über den Krieg vom Clan of Cross (Klan des Kreuzes).
Eine erneut aufgenommene Version von Bloody Tales of Disgraced Lands wurde 2013 als Bonus-CD der Digipak Version vom Album Embraced By Fire veröffentlicht.
Die wiederveröffentlichte Version des Albums wurde vom Juni bis November 2012 in den Southern Deathcult Studios aufgenommen und gemischt.

## Covergestaltung
Das Cover zeigt einen Fluss in einem Wald, im Vordergrund ein Schwert. Das Wolfchant Logo ist oben links in schwarz. Unten steht Bloody Tales of Disgraced Lands. Das Cover ist grau-blau gehalten.

## Titelliste
1. A Tale from the Old Fields / Instrumental – 2:09
2. Clan of Cross – 5:22
3. I Am War – 4:28
4. Mourning Red – 5;49
5. Of Honour and Pride – 4:49
6. Ride to Ruhn – 4:36
7. The Betrayal – 4:37
8. Sacrifice – 5:41
9. Blood for Blood – 6:07
10. Clankiller – 3:48
11. Revenge – 7:21
12. Visions of Death – 1:33
13. Praise to All – 4:26